# Claude Ruben
 (juin 2018).
Si vous disposez d'ouvrages ou d'articles de référence ou si vous connaissez des sites web de qualité traitant du thème abordé ici, merci de compléter l'article en donnant les références utiles à sa vérifiabilité et en les liant à la section « Notes et références ».
Claude Ruben, né le 6 juin 1943 à Marseille et mort le 2 octobre 2008 à Papeete, est un acteur français qui devint journaliste, présentateur de télévision et producteur.

## Biographie
Au début des années 1960, il tourne dans plusieurs séries télévisées (Thierry la Fronde, Les Jeunes Années, Allô police).
En 1968, il quitte les plateaux de tournage et devient journaliste et présentateur pour Europe 1, Radio Monte Carlo, France Inter, TF1, puis RFO.
Il revient à la télévision en devenant animateur de l'émission de TF1 Les Visiteurs du mercredi pendant un an (septembre 1975 à février 1977). Il enchaîne avec l'émission Restez donc avec nous le mardi, de 1977 à 1979.
Depuis 2005, Claude Ruben vit en Polynésie française, en étant présentateur de la chaine TNTV.
Il meurt le 2 octobre 2008 à la suite d'une maladie.